# Luis Eduardo Henríquez Jiménez
Luis Eduardo Henríquez Jiménez (Valencia, Carabobo, 31 de julio de 1913-Valencia, Carabobo, 8 de agosto de 1991) fue un obispo venezolano, V Obispo y I Arzobispo de su ciudad natal.

## Biografía

### Primeros años de vida
Luis Eduardo Henríquez Jiménez nació en Valencia en 1913. Hijo del médico Eduardo Henríquez y Josefa Jimenéz, en la calle del Ángel, hoy Arismendi. Fue ordenado sacerdote en 1937.

### Estudios
- Los Estudios Básicos los realizó en el colegio Don Bosco de Valencia.
- Teología en el Seminario Santa Rosa de Lima (Caracas) en los años 1928-1932.
- Estudió Teología en la Pontificia Universidad Gregoriana de Roma hasta el año 1937.[2]

## Sacerdote
El 27 de marzo de 1937.,  recibe las Sagradas Órdenes Sacerdotales en la Basílica de San Juan de Letrán.

### Cargos Pastorales
Ocupó sucesivamente los Cargos de:
- Secretario de monseñorGregorio Adam Dalmau (1896-1961), tercer obispo de Valencia.
- Profesor de Literatura y Latín del Liceo Pedro Gual.
- Capellán de la iglesia de la Inmaculada en Camoruco.
- Redactor y crítico literario del diario La Religión.
- Capellán del Hospital Vargas.
- Profesor en el Seminario Interdiocesano y en la Universidad Católica Andrés Bello.
- Secretario  del Arzobispado de Caracas en 1949.
- Capellán Militar.
- Párroco de la iglesia Altagracia.

## Obispo

### Obispo Auxiliar de Caracas
El 12 de mayo de 1962, el Papa Juan XXIII lo nombró Obispo Titular de Lamdia y Obispo Auxiliar de la Arquidiócesis de Caracas.
Recibió la Ordenación Episcopal de manos del Emmo. Sr. Cardenal José Humberto Quintero Parra, Arzobispo de Caracas.

### Obispo de la Diócesis de Valencia en Venezuela
Asume el cargo de V Obispo de la Diócesis de Valencia en Venezuela, el 6 de enero de 1973. Si Mons. Lebrún, como buen Pedagogo, enseñó los nuevos cambios realizados por el Concilio Vaticano II, Mons. Henríquez hizo cumplir con mucho celo esos cambios. Él mismo dejó escrito lo que significó esta reforma: 
El Concilio Vaticano II, suscitó una saludable renovación doctrinal, institucional y disciplinar, pero dentro de este movimiento renovador, se ha notado también –quizás como fenómeno de asentamiento- un verdadero cuarteamiento institucional y un desconcierto espiritual, no solamente en Venezuela, sino a nivel de todo el orbe católico. (…). Entre nosotros, dentro de una sana y valiosa renovación litúrgica, que ha hecho participar más activa y fructuosamente a los fieles en el culto y en la vida sacramental, no han faltado abusos caprichosos por parte de individuos o de grupos, en la celebración de la Eucaristía o los sacramentos, que no solamentehan herido y desconcertado a la mayoría de los fieles que se siente tocado en lo más íntimo como es su relación con Dios, sino que hasta han conllevado desviaciones doctrinales y peligros para la misma fe… (…) Más, por desgracia, no siempre se ha tenido la prudencia necesaria y el equilibrio en las reformas. Se han sacrificado algunos auténticos valores tradicionales; ha disminuido la intensidad de la vida interior; se ha amortiguado el sentido hacia Dios al afirmar con demasiada vehemencia un horizontalismo sociopolítico… Todo esto ha traído un número notable de abandonos al sacerdocio y a la vida religiosa….

### Arzobispo de Valencia en Venezuela
El primer Arzobispo, corresponde a Mons. Luis Eduardo Henríquez Jiménez, el primer valenciano que recibe el Palio Arzobispal.  Su preocupación, en todo su Episcopado, fue cultivar una buena formación doctrinal a todos los fieles cristianos, especialmente a los futuros sacerdotes para una excelente pastoral diocesana. Como muestra de su preocupación nunca dejó de participar como profesor del Seminario Nuestra Señora del Socorro, al cual elevó, en el año 1983, a la categoría de Seminario Mayor, creando la Escuela de Filosofía. Mons. Henríquez conocía la realidad de su Diócesis por su continua Visita Pastoral, como la realizaron sus predecesores.
Ya hemos hecho referencia muchas veces por la preocupación de los Obispos de Valencia hacia el crecimiento de la población, aspecto éste que se acentuó más aún durante los años del Episcopado de Mons. Henríquez. En una Carta Circular, con fecha 29 de enero de 1978, por motivo del nombramiento de su Obispo Auxiliar Mons. José Joaquín Troconis, escribía lo siguiente:
La Arquidiócesis de Valencia que comprende todo el Estado Carabobo crece con ritmo acelerado en habitantes; es la zona de Venezuela más altamente industrializada que progresa sin cesar e impulsa la transformación de nuestro Estado. Valencia tiene una Universidad con decenas de millares de estudiantes y una vida cultural extensa. Estos factores y otros más hacen que sea muy difícil cumplir solos, a cabalidad, todas las tareas Episcopales.
La escasez de sacerdotes que siempre tuvo la Diócesis se hizo notar con más fuerza por la necesidad pastoral en ella. A pesar de esto, Mons. Henríquez crea, a los pocos meses de tomar Posesión Canónica, una nueva Parroquia “Corpus Christi”, en Tarapío, Naguanagua, el 20 de julio de 1973. Durante su pontificado creó las siguientes Parroquias: “Sagrado Corazón de Jesús”, en La Isabelica, el 20 de septiembre de 1974; “Cristo Rey”, en Nueva Guacara, el 2 de febrero de 1975; “Nuestra Señora de La Luz” (hoy Santa Eduvigis), en la Vivienda Rural de Bárbula, el 16 de julio de 1975; se creó la Vicaría de El Naipe con las Hermanitas de los Pobres de Maiquetía, el 18 de abril de 1977; “Nuestra Señora de La Medalla Milagrosa”, en Yagua, el 27 de enero de 1980; “La Sagrada Familia”, en la zona sur de Valencia, el 11 de septiembre de 1989; “Nuestra Señora de La Medalla Milagrosa” (hoy la Ascensión del Señor), en Agua Blanca, el 12 de marzo de 1990; también, en esa misma fecha se creó la de “San Antonio de Padua”, en Prebo; y “San José de Calasanz”, en la zona sur de Valencia, el 26 de marzo de 1990.
Después de una larga espera, el 12 de noviembre de 1974, la Diócesis recibió el rango de Arquidiócesis, otorgado por el Santo Padre Pablo VI. Así se convierte Mons. Henríquez en el primer Arzobispo de Valencia. Se le asignaron como Diócesis Sufragáneas la de Maracay y la de San Carlos. Esto es el signo visible de una Iglesia en expansión espiritual y pastoral. El acto de elevación deDiócesis a Arquidiócesis se efectuó el 2 de febrero de 1975. Con ello la Iglesia valentina comenzó un nuevo proceso de organización pastoral. 
En 1978 la Arquidiócesis estrenó su primer obispo auxiliar; fue un sacerdote zuliano, monseñor José Joaquín Troconis Montiel, quien asumió el cargo de auxiliar y vicario general de la Arquidiócesis, el 2 de febrero de ese año. Cuatro años después, monseñor Henríquez solicitó otro obispo auxiliar, y fue nombrado un sacerdote carabobeño, monseñor Nelson Antonio Martínez Rust. El 2 de enero de 1983 Mons. Henríquez creó la Vicaría Episcopal de Puerto Cabello, encomendada a la atención directa de su segundo Obispo Auxiliar Mons. Martínez Rust. La capacidad organizativa de Mons. Henríquez le permitió visitar pastoralmente toda la Arquidiócesis de Valencia. 
Con el primer Arzobispo de Valencia, Mons. Henríquez, comienza a crearse en la Arquidiócesis un clima de amor y respeto a la Teología incancelable sobre el Ministerio Sacerdotal o sobre la vida y formación de los futuros sacerdotes. Su profundidad y sabiduría, su vida y su Teología, la expresaba ya desde el inicio de su Episcopado, como Obispo Auxiliar de Caracas: 
He procurado, pues, hurtar a mis tareas episcopales para dedicarme al estudio del sacerdocio y sus problemas; movido, no por el temor y la preocupación ante la crisis, el desconcierto y hasta la desbandada sacerdotal, sino por amor y fidelidad a ese inefable don que es nuestro sacerdocio, incancelablemente arraigado en nuestra vida. 
En sus Bodas de Oro Sacerdotales y de Plata Episcopales fueron publicadas algunas Homilías cargadas de esa misma Teología profunda, que expresaban su celo y desvelo por el Ministerio Sacerdotal. “En otras palabras -como lo expresaba el Señor Cardenal José Alí Lebrún Moratinos - no sólo nos convence que cree en las verdades que expone, sino que siente y vive estas verdades y ajusta su conducta y su palabra a ellas como algo existencial... (Las homilías) dejan en el alma un gran aprecio al sacerdocio, a las enseñanzas de la fe y a las virtudes cristianas y sacerdotales. Ha sabido componer sus discursos con piedad, con teológica solidez y resaltante belleza literaria”. 
Una de las obras que realizó Mons. Henríquez fue el “Centro Vocacional Monseñor Salvador Montes de Oca”, destinado a los ejercicios espirituales del Clero y encuentros vocacionales para los futuros seminaristas. 
Fortaleció la formación y promoción del laicado valenciano, teniendo como prioridad la Catequesis de Adultos, ubicando el Secretariado Catequístico en una sede propia. En 1974, gracias a Mons. Henríquez, pudo reanudarse la publicación del Boletín Diocesano, “que es hoy día una verdadera cantera para el estudio de la vida de la Iglesia en Carabobo”, como lo expresó el II Arzobispo de Valencia, Mons. Urosa, en su ponencia de incorporación a la Academia de Historia del Estado Carabobo. Por el espíritu infatigable de Mons. Henríquez de estar siempre al día, el año 1985 convocó el Segundo Sínodo Arquidiocesano de Valencia. La primera Ordenación la realizó el 15 de agosto de 1973, recibiendo el Orden Sacerdotal el Diácono Jorge Salinas. El 30 de junio de 1974 recibió el Orden Sacerdotal el Diácono Paolo Borelli (Operario). El 24 de mayo de 1975 fue ordenado Sacerdote el Diácono Oscar Ignacio Vargas (Salesiano). En ese mismo año, el 9 de noviembre fue ordenado Sacerdote el Diácono Eduardo González Castillo. También, ese año, el 8 de diciembre recibió Ordenación Sacerdotal el Diácono Eduardo Álvarez Martínez. El 14 de agosto de 1976 se le confirió el Orden Sacerdotal al Diácono Reinaldo del Prette Lissot (futuro Obispo). 
El total de ordenaciones en el pontificado de Mons. Henríquez fueron las siguientes: 1977: Esteban Armas, Jesús Chávez, Ricardo Guerra, Iván Mestre; 1980: Miguel Alfredo Jiménez Flores; 1981: William Guerra Marrero, Máximo Cristóbal de Jesús Rodríguez León; 1982: Pitter Antonio Fernández Molina; 1983: Roberto Rodolfo Sipol Hereschweriger, Oscar Alberto Martínez Ramírez, José Francisco Jiménez Rodríguez; 1984: Luis Alberto Parada Salcedo, Tulio Luis Ramírez Padilla, Jesús Guitián Escobar; 1985: Rudy Rajk Miscovich; 1986: Eduardo Bericoto Villegas, Noel Alberto Herrera, Moises W. Pérez Lugo, Napoleón Pérez Rivas (Operarios). Ramón Alfredo Oliveros, Salesiano, por manos de Mons. Enzo Ceccarelli; 1987: Víctor Raúl Urbina Bardales; 1988: Julio Ramón Rodríguez García, César Abelardo Bayone Pacheco; 1989: Pedro Américo De Freitas Ferreira, Oscar Alfonso Monzón Rodríguez y Arturo Luis Uzcátegui Serrano. Y un Diácono Permanente: Rafael Cury. 
El 17 de marzo de 1990, la Santa Sede publicó la aceptación de la renuncia que presentó a su Gobierno Episcopal el Señor Arzobispo Mons. Henríquez, al cumplir sus 75 años de edad. Falleció este insigne Obispo el 8 de agosto de 1991.

## Predecesores y sucesores en los cargos
| Predecesor:                           | Obispo titular de Lamdia 1962 - 1972   | Sucesor:                             |
| Predecesor:                           | Obispo auxiliar de Caracas 1962 - 1972 | Sucesor:                             |
| Predecesor: José Alí Lebrún Moratinos | V Obispo de Valencia 1972 - 1974       | Sucesor: Elevado a Arzobispo         |
| Predecesor: Cargo Creado              | I Arzobispo de Valencia 1974 - 1990    | Sucesor: Jorge Liberato Urosa Savino |